# Alex Steinweiss
Alex Steinweiss (New York, 24 marzo 1917 – Sarasota, 18 luglio 2011) è stato un graphic designer statunitense.
È noto per aver inventato la grafica per le copertine degli album in vinile, nel 1939 con la Columbia Records, per la raccolta "Smash Songs Hits" di Rodgers e Hart .

## Attività artistica
Steinweiss cambiò la strategia di marketing nella vendita del disco in vinile, modificando l'anonimo contenitore di color marrone con cui venivano venduti i dischi, in copertine con una grafica personalizzata.
Tale intuizione portò ad un notevole incremento delle vendite: è il caso ad esempio della sinfonia n. 3 di Ludwig van Beethoven, il cui disco, con copertina rielaborata dal designer, beneficiò di un incremento delle vendite di quasi il 900%.
Ha ricoperto il ruolo di direttore artistico presso la Columbia Records e nella sua carriera ha curato la realizzazione di circa 2 500 copertine di album.